# Zegona Communications
Zegona Communications es una empresa británica de inversión en telecomunicaciones fundada en 2015 por Eamonn O’Hare y Robert Samuelson. La compañía se especializa en la adquisición, mejora y operación de empresas de telecomunicaciones en Europa, con el objetivo de aumentar su valor y rendimiento para los accionistas.

## Historia
Zegona Communications fue establecida en 2015 por dos veteranos de la industria de telecomunicaciones: Eamonn O’Hare, ex CFO de Virgin Media, y Robert Samuelson, ex Director de Estrategia de Virgin Media. La empresa nació con la visión de identificar oportunidades de inversión en el sector de telecomunicaciones europeo, utilizando una estrategia de "comprar, arreglar y vender" (buy-fix-sell).

### Adquisición de Telecable
En su primer gran movimiento, Zegona adquirió Telecable, una empresa regional de cable y telecomunicaciones en Asturias, España, en agosto de 2015 por 640 millones de euros. Telecable era conocida por ofrecer servicios de televisión por cable, internet de banda ancha y telefonía móvil y fija.

### Venta de Telecable
En julio de 2017, Zegona vendió Telecable a Euskaltel, una empresa de telecomunicaciones vasca, por 686 millones de euros. Esta transacción permitió a Zegona adquirir una participación significativa en Euskaltel, lo que le dio una posición influyente en el consejo de administración de la compañía.

### Adquisición de Vodafone España
En 2024, Zegona Communications completó la adquisición de Vodafone España por 5 mil millones de euros. Esta adquisición marcó un hito significativo para Zegona, consolidándola como un actor importante en el mercado español de telecomunicaciones. La compra de Vodafone España es parte de la estrategia de Zegona de expandirse y mejorar operativamente en mercados europeos clave.